# 張綬 (乾隆進士)
張綬（?—?），甘肃徽县人，清朝政治人物、進士出身。
乾隆四十六年，登進士，改庶吉士。后升任翰林院侍读学士。嘉庆六年八月初八（1801年9月15日），调任廣西學政。